# Cratere Lhamu
Lhamu è un cratere lunare di 1,4 km situato nella parte sud-occidentale della faccia visibile della Luna.